# 奥齐耶里
奥齐耶里（義大利語：Ozieri），是意大利萨萨里省的一个市镇。总面积252.45平方公里，人口11016人，人口密度43.6人/平方公里（2009年）。ISTAT代码为090052。